# Sarkadi Mihály András
Sarkadi Mihály András (Resicabánya, 1927. november 27. – Resicabánya, 2004. augusztus 19.) magyar műszaki rajzoló, műkedvelő festő, grafikus.

## Életútja, munkássága
Középfokú tanulmányai elvégzése után rajzolóként helyezkedett el szülővárosában, kedvtelésből festett és rajzolt. Megrendelésre gobelin-előrajzokat készített, amelyeknek legtöbbjét Dercze Ferenc varrta ki. Lerajzolta Resicabánya valamennyi templomát; a helyi római katolikus egyházközség számára gobelin-vászonra festett munkája a tizenöt stációból álló Keresztút, amely – ha elkészül – a govondári Szentháromság Plébániatemplomba vagy a Szent Ferenc és Klára Kápolnába kerül. Csaknem húsz munkája – rajzok, grafikák – az RMDSZ resicabányai székházát díszíti. Grafikusa, karikaturistája és szerkesztője volt az 1994–97 között Resicabányán megjelent Délnyugat c. szórványlapnak. Olajképeit a családja őrzi.